# Versicherer
Ein Versicherer (rechtlich Versicherungsträger, veraltet Assekuranz), umgangssprachlich Versicherung, ist die Partei eines Versicherungsvertrages, die Versicherungsschutz gewährt (Versicherungsgeber). In einem Versicherungsvertrag können mehrere Parteien Versicherer sein (Mitversicherung). Die Partei, der Versicherungsschutz gewährt wird, die also Versicherung nimmt, ist der Versicherungsnehmer.
Der Versicherer muss in Deutschland, Österreich und der Schweiz immer ein Unternehmen (Versicherungsunternehmen) in der Rechtsform einer Aktiengesellschaft, eines Versicherungsvereins auf Gegenseitigkeit, einer Anstalt des öffentlichen Rechts oder Körperschaft des öffentlichen Rechts sein. In anderen Ländern können durchaus auch Einzelpersonen, zum Beispiel in Großbritannien die names von Lloyd’s of London, Versicherer sein. Im rechtlichen Sprachgebrauch wird vereinfachend jeder Versicherer als Versicherungsunternehmen bezeichnet. Rechtlich ist jede natürliche oder juristische Person, die das Versicherungsgeschäft betreibt, ein Versicherer. Andere Finanzdienstleistungen (zum Beispiel die Immobilienfinanzierungs- und Kapitalisierungsgeschäfte der Lebensversicherer) dürfen von Versicherern in Deutschland, Österreich und der Schweiz nur als Nebenleistung oder auf fremde Rechnung, als Vermittler für einen anderen Anbieter, angeboten werden.

## Geschichte
Bis ins 17. Jahrhundert wurde Versicherungsschutz von Einzelpersonen oder von Zünften und Gilden gewährt. Erst ab Mitte des 17. Jahrhunderts entstanden die ersten kommerziellen Versicherer. Diese waren überwiegend auf die Feuer- und (See-)Transportversicherungen spezialisiert wie z. B. auch auf dem Versicherungsmarkt Lloyd’s of London für das Risiko eines Schiffsuntergangs. Die ersten professionellen Versicherer wurden auf staatliche Veranlassung gegründet, beispielsweise die Hamburger Feuerkasse (1676) und die Berliner Feuersozietät (1718); diese waren nach heutigem Sprachgebrauch Anstalten des öffentlichen Rechts. Der erste auf moderner versicherungsmathematischer Basis arbeitende Lebensversicherer und zugleich erster VVaG war die englische Society for Equitable Assurances on Lives and Survivorships (Equitable Life) (1762). Der erste deutsche Versicherungsverein auf Gegenseitigkeit war die Gothaer Feuerversicherungsbank für den Deutschen Handelsstand (1820). Die ersten Aktiengesellschaften entstanden Ende des 18. Jahrhunderts, in Deutschland Anfang des 19. Jahrhunderts.

## Staatliche Kontrolle
Aufgrund ihrer zentralen volkswirtschaftlichen Rolle unterliegen Versicherer, wie Banken, in allen wirtschaftlich entwickelten Staaten besonderer staatlicher Kontrolle.

### Deutschland
Die zentrale bundesrechtliche Vorschrift ist das Gesetz über die Beaufsichtigung der Versicherungsunternehmen (Versicherungsaufsichtsgesetz – VAG). Das VAG regelt unter anderem Zulassung, Geschäftsbetrieb, Rechtsformen, Kapitalanlagen und Aufsicht. Zuständige Aufsichtsbehörde ist die Bundesanstalt für Finanzdienstleistungsaufsicht, zuständiges Fachministerium ist das Bundesministerium für Finanzen. Entsprechende Gesetze und Behörden gibt es auch in den meisten anderen Staaten.
In Deutschland sind 626 Versicherungsunternehmen und Pensionsfonds zum Geschäftsverkehr zugelassen (Stand September 2013).

### Europa
Aufgrund europarechtlicher Vorschriften unterliegen Versicherer mit Sitz in einem anderen Mitgliedstaat der Europäischen Gemeinschaft oder Vertragsstaat des Europäischen Wirtschaftsraums, die in einem anderen Mitglieds- oder Vertragsstaat nur durch eine Niederlassung vertreten sind oder das Versicherungsgeschäft im Dienstleistungsverkehr direkt aus dem Ausland betreiben, nur eingeschränkt der nationalen Aufsicht. Versicherer mit Sitz in anderen Ländern dürfen in den Mitglieds- oder Vertragsstaaten Versicherungsgeschäft nur über Niederlassungen vertreiben, die wie Versicherer mit Sitz in dem betreffenden Staat beaufsichtigt werden. Für bestimmte kommerzielle Versicherungszweige gelten Ausnahmen und für reine Rückversicherer Vereinfachungen.

### Schweiz
Die gesetzliche Grundlage für die Aufsicht über Versicherungsgesellschaften in der Schweiz ist, dass 2004 revidierte, Bundesgesetz betreffend die Aufsicht über Versicherungsunternehmen (Versicherungsaufsichtsgesetz, VAG). Verantwortliche Behörde ist die FINMA, die Oberaufsicht obliegt dem Parlament.

## Organisation

### Organisationsformen in Deutschland
In Deutschland kann das Versicherungsgeschäft nur in der Rechtsform des Versicherungsverein auf Gegenseitigkeit, der Aktiengesellschaft oder der Anstalt oder Körperschaft des öffentlichen Rechts (siehe: Öffentlicher Versicherer) betrieben werden. Darüber hinaus gibt es den Grundsatz der Spartentrennung: Lebens-, Kranken- sowie das übrige Schaden- und Unfallversicherungsgeschäft müssen grundsätzlich von jeweils rechtlich selbständigen Versicherungsunternehmen betrieben werden. Wenn die Rechtsschutzversicherung von einem Schaden- und Unfallversicherer betrieben wird, muss zumindest die Schadensabwicklung von einem rechtlich selbständigen Unternehmen durchgeführt werden. Die Spartentrennung hat die Konzernbildung zur Folge, da nur so alle Versicherungsarten aus einer Hand angeboten werden können. Wer beispielsweise bei seinem Versicherungsvermittler eine Lebens-, eine Kranken- und eine Haftpflichtversicherung abschließt, hat in Wirklichkeit drei Verträge bei drei verschiedenen, rechtlich selbständigen Versicherungsunternehmen abgeschlossen.

### Interessenvertretung
Die in Deutschland ansässigen privatwirtschaftlichen Versicherungsunternehmen haben sich im Gesamtverband der Deutschen Versicherungswirtschaft e. V. zusammengeschlossen. Der Schweizerische Versicherungsverband vertritt die Interessen der Versicherungsunternehmungen in der Schweiz. Die Versicherungsunternehmen in Österreich sind im Verband der Versicherungsunternehmen Österreichs organisiert.

## Assekuradeur
Unter einem Assekuradeur versteht man im Allgemeinen einen Mehrfachagent mit weitreichender Zeichnungsvollmacht, im englischen auch MGA (Managing General Agent) genannt. Im Unterschied zu einem Versicherungsvermittler oder Makler übernimmt ein Assekuradeur in der Regel weite Teile der Wertschöpfungskette bis hin zur Entwicklung des Versicherungsprodukts, ohne jedoch das Versicherungsrisiko zu zeichnen.

## Direktversicherer
Als Direktversicherer beziehungsweise Direktversicherung wird eine Versicherung bezeichnet, die man nicht über einen Außendienst indirekt abschließt, sondern im Direktvertrieb, z. B. über das Internet, Telefon oder Fax beziehungsweise per Briefpost. Dies ist nicht zu verwechseln mit der besonderen Form der Lebensversicherung, der deutschen Direktversicherung.

## Marketing und Vertrieb
Ein mit Konsumgüterunternehmen vergleichbares Marketing war in der Versicherungswirtschaft in vielen Märkten Europas bis Mitte der 90er Jahre nicht anzutreffen. Vor allem die Deregulierung der Märkte, der intensiver gewordene Wettbewerb und anspruchsvollere Kunden sowie nicht zuletzt der lukrative Altersvorsorgemarkt forcierten die Professionalisierung des Versicherungsmarketings.
Ausgangspunkt für die systematische Marktbearbeitung sind Methoden der Marktsegmentierung und der Risikosegmentierung, die im Zuge verstärkter Marktforschungsaktivitäten und besserer technischer Möglichkeiten – wie Data-Mining-Tools – eine neue Dimension erhalten.
Versicherungsprodukte gehen heute schon über die Vorgaben der traditionellen Versicherungstechnik und der klassischen Produktkonditionen hinaus. Das Angebot von Value Added Services (z. B. in der Form von Assistance-Leistungen) nimmt zu. Zielgruppenprodukte (zum Beispiel für bestimmte Berufsgruppen, Kunden in bestimmten Lebensphasen) haben stark an Bedeutung gewonnen. Versicherungsunternehmen kooperieren zunehmend mit Industrieunternehmen bei der Entwicklung technologiebasierter Produktinnovationen (zum Beispiel auf dem Kfz-Versicherungsmarkt). Die Rolle der Werbung ist je nach Typ des Versicherungsunternehmens sehr unterschiedlich einzuschätzen. Große Ausschließlichkeitsorganisationen steuern über die Werbung vor allem Bekanntheitsgrade, Sympathiewerte und Images. Für die Direktversicherer ist die Werbung darüber hinaus häufig nötig, um bestimmte konkrete Produktmerkmale, vor allem günstige Prämien und positive Testergebnisse, herauszustellen. Größte Bedeutung kommt in der Versicherungsbranche der Verkaufsförderung zu. Für die breite Bevölkerung ist die Lektüre von Versicherungsbedingungen keine vertraute oder alltägliche Angelegenheit. Versicherungstechnische bzw. -juristische Denkweisen erscheinen ungewohnt. Traditionelle Werkzeuge der Verkaufsförderung wie Broschüren, Verkaufshandbücher und Plakate in Schaufenstern und im Verkaufsraum sowie Verkäuferwettbewerbe werden heute durch eine Vielzahl weiterer Instrumente ergänzt.
Eine besondere Bedeutung hat in der Versicherungsbranche der Vertrieb. Im Bereich der Nicht-Lebensversicherung hat der Vertrieb über Handelsvertreter, die an nur ein Versicherungsunternehmen gebunden sind, der sogenannte Ausschließlichkeitsvertrieb oder Einfirmenvertreter eine besondere Bedeutung. Ausschließlichkeitsorganisationen profitieren traditionell von der besonderen Nähe zum Kunden in regionaler und persönlicher Hinsicht.
Versicherungsmakler sind anders als Agenten vom Versicherer unabhängige Organisationen, die im Auftrag des Kunden die optimale Lösung am Markt suchen und nach objektiven Maßstäben sorgfältig prüfen. Im Gegensatz zu angestellten Versicherungsvertretern der Gesellschaften können unabhängig arbeitende Makler aus einer Vielzahl an Produkten für ihren Kunden auswählen. Je nachdem, welche Zielgruppe die Kernzielgruppe darstellt, sind Marketing- und Vertriebskonzeptionen der Versicherungsmakler sehr unterschiedlich. Wohlhabende Privatkunden, Freiberufler und Gewerbetreibende schätzen insbesondere mittelständische Versicherungsmakler aufgrund ihres Beratungsangebotes aus einer Hand. Obgleich sich die Zielgruppe des mittelständischen Versicherungsmaklers meist nicht intensiv mit Versicherungen auseinandersetzt, ist der Auftrag des Kunden für den Makler eine Herausforderung, da der Absicherungsbedarf höher und komplexer ist als im Falle eines „Retail-Kunden“. Um jederzeit alle Informationen im komplexen Markt bereitzuhaben und die Kunden optimal und individuell beraten zu können, schließt sich eine Mehrzahl der Versicherungsmakler einem Maklerpool wie z. B. dem Fonds Finanz Maklerservice, Jung DMS, BCA oder Ähnlichen an und erhält damit Zugang zu einer Vielzahl von Gesellschaften sowie vertriebsunterstützenden Angeboten. Industrieunternehmen haben ganz spezielle Anforderungen und stellen zum Teil höchste Ansprüche an die Beratungs- und Verhandlungskompetenz des Maklers. Sie werden in der Regel die Leistungen eines Industrieversicherungsmaklers in Anspruch nehmen.
Strukturvertriebe zeichnen sich traditionell durch eine starke Fokussierung auf die Neukundenakquisition aus. Langfristig erfolgreich sind vor allem solche Strukturvertriebsorganisationen, die spezielle Zielgruppenprodukte ausgearbeitet haben und durch ein gutes Wissensmanagement Netzwerkvorteile in der Produktvermarktung konsequent nutzen.
E-Commerce-Technologien werden in Zukunft stärker genutzt. Ihr Marktanteil an den Vertriebswegen insgesamt wird allerdings nicht in allen EU-Ländern signifikant steigen. So wird in Deutschland für die nächsten Jahre nur ein sehr moderater Anstieg erwartet, während in skandinavischen Ländern das Internet schon heute für bestimmte Versicherungszweige eine sehr wichtige Rolle spielt. Dennoch ist – unabhängig vom betrachteten Ländermarkt – von einer erhöhten Bedeutung des Internets in frühen Verkaufsphasen und im Bereich von Serviceleistungen auszugehen.

Im Bereich Social Media sind die Versicherungsunternehmen allerdings noch unterrepräsentiert. Eine Studie hat ergeben, dass Versicherer das Potential des Web 2.0 bislang nicht erkannt haben und daher oft zur Zielscheibe von Reputationsattacken werden (s. AIG ).
Annexvertriebe und Kooperationsmodelle in der Vermarktung von Versicherungsprodukten zum Beispiel in der Automobilwirtschaft sind inzwischen sehr gefragt. Versicherungsleistungen sind wichtige Value Added Services für Industrie- und Handelsunternehmen, die sich in fast allen Branchen in einem intensiven Wettbewerb befinden.
Die Umsetzung der EU-Vermittlerrichtlinie betrifft die Marketing- und Vertriebspraxis der einzelnen Vermittlertypen in sehr unterschiedlichem Ausmaß. Große Ausschließlichkeitsorganisationen, etablierte Maklerunternehmen und börsennotierte Strukturvertriebsorganisationen erfüllten in der Regel die Vorgaben der Richtlinie bereits vor ihrer Umsetzung in nationales Recht. Schwieriger ist die Situation für die sehr vielen kleineren Versicherungsmakler und Strukturvertriebsorganisationen sowie für Mehrfirmenvertreter und die nebenberuflichen Vermittler.
Zwei neue Formen des Vertriebs von Versicherungen sind zum einen die Online-Beratung (Dort bekommt der Interessent nach Vereinbarung eines Termins zahlreiche Informationen durch eine persönliche Beratung über das Internet zu Personenversicherungen für alle Personengruppen.) sowie zum anderen der Vertrieb durch In-App Käufe auf versicherereigenen Applikationen für mobile Endgeräte (Dort spezialisiert sich das Angebot auf tagesbasierte Kurzzeitversicherungen, die aufgrund ihrer Verhältnismäßigen Einfachheit mobil abschließbar und für den Versicherungsnehmer einsehbar sind.).